# JJ Grey & Mofro

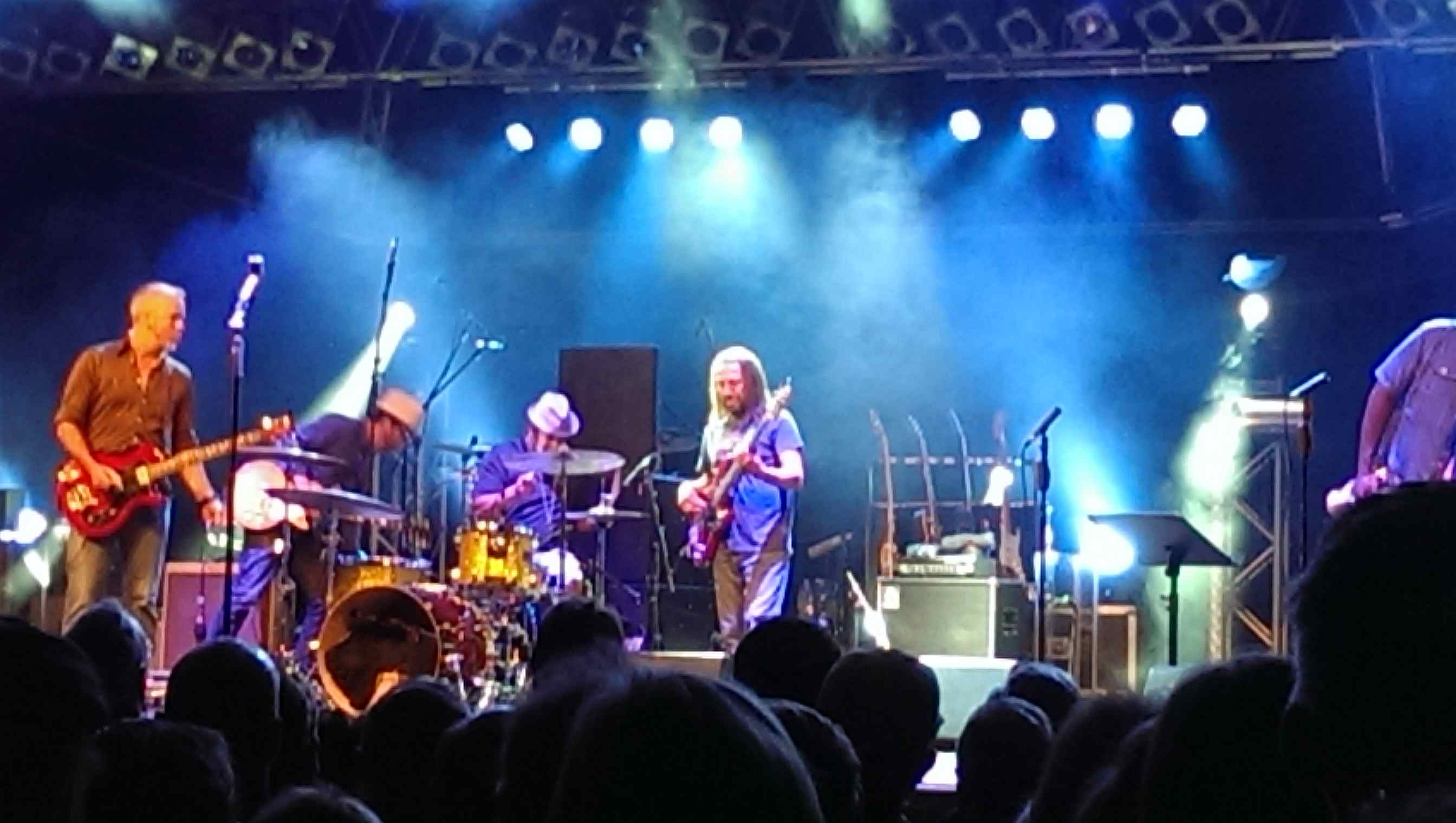
J.J. Grey And Mofro in Winterbach, am 28. Juli 2015

JJ Grey & Mofro ist eine US-amerikanische Musikgruppe aus Florida. Ihre Musik stellt eine Mischung aus den Genres Soul, Blues, Alternative Country, Southern Rock, Bluesrock und Funk dar.

## Bandgeschichte
Der aus der Nähe von Jacksonville in Florida stammende Singer-Songwriter John Grey Higginbotham (* 1967), kurz JJ Grey, traf in den späten 1980ern den Gitarristen Daryl Hance und sie gründeten die Band Alma Zuma. 1994 brachten sie ein Demo nach England, wo sie einen Plattenvertrag unterschreiben sollten. Daraus wurde nichts, stattdessen fanden sie zwei neue Bandmitglieder und begannen ab 1998 als Mofro neu. Über die Jahre wechselte die Besetzung immer wieder und JJ Grey ist die einzige feste Größe der Bandgeschichte.
Die Musiker gingen wieder zurück in die USA, wo sie schließlich Anfang der 2000er bei Fog City Records unterkamen. Dort wurde ihr Debütalbum Blackwater produziert, das 2001 erschien, gefolgt von Lochloosa (2004). Über die Jahre wuchs durch Touren und Auftritte ihre Bekanntheit. 2006 wechselten sie zum Blues-Label Alligator Records mit demselben Produzenten Dan Prothero, aber ab sofort unter dem Namen JJ Grey & Mofro. Mit ihrem ersten Album beim neuen Label Country Ghetto hatten sie dann ihren ersten größeren Erfolg, es kam in die Independent-Album-Charts. Sehr positive Kritiken bekam das eineinhalb Jahre später veröffentlichte Orange Blossoms, mit dem sie erstmals in die offiziellen Albumcharts einzogen. Mit Album Nummer fünf Georgia Warhorse schafften sie es 2010 schließlich sogar bis auf Platz 74 der Billboard 200. 2011 veröffentlichte die Band mit Brighter Days ihr erstes Live-Album, welches auch als DVD erhältlich ist.

## Diskografie
Alben
- Blackwater (als Mofro, 2001)
- Lochloosa (als Mofro, 2004)
- Country Ghetto (2007)
- Orange Blossoms (2008)
- Georgia Warhorse (2010)
- Brighter Days (2011) [live]
- This River (2013)
- Ol’ Glory (2015)
- Olustee (2023) Preis der deutschen Schallplattenkritik Bestenliste 2/2024[5]